# Kim Jong-song
Kim Jong-song ((김종성?, 金鍾成?); Tokyo, 24 aprile 1964) è un allenatore di calcio ed ex calciatore nordcoreano, di ruolo attaccante.